# Hans Palmgren
Hans Gunnar Palmgren, född 18 december 1930 i Göteborg, död 2 september 2012 i Örgryte församling, var en svensk arkitekt. Han var sedan 1956 gift med Monica Palmgren.
Palmgren, som var son till direktör Gunnar Palmgren och Valborg Olani, blev byggnadsingenjör vid tekniskt gymnasium 1952 och avlade arkitektexamen vid Chalmers tekniska högskola 1958. Han var förste assistent och övningsassistent vid Chalmers tekniska högskola 1958–1961 och anställd på Göteborgs stads stadsplanekontor 1961–1963. Han var innehavare av Mellander & Ericsson AB (kemikalie-grossistfirma-agentur) och Mellander & Ericssons Metall AB från 1962 (styrelseledamot från 1956), Palmgrens arkitektkontor, Landskapsbyrån och Västsvensk lagerservice från 1963.
Hans Palmgren är begravd på Östra kyrkogården i Göteborg.